# Scotichronicon
Scotichronicon es una Crónica o cuento legendario del siglo XV escrita por el escocés Walter Bower. Es la continuación de la obra del historiador-sacerdote Juan de Fordun.

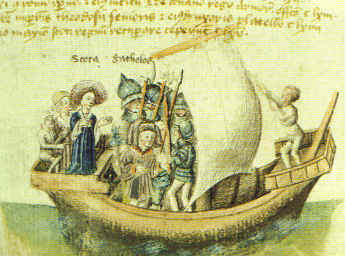
Los fundadores de Escocia de la leyenda medieval, Scota con Goídel Glas, viajando desde Egipto, como se muestra en un manuscrito del del Scotichronicon.

## Importancia
La biblioteca nacional de Escocia ha llamado la obra "probablemente el relato medieval más importante de la historia escocesa temprana" señalando que proporciona una fuerte expresión de identidad nacional y una ventana a la visión del mundo de los comentaristas medievales.
El texto incluye una de las primeras referencias al famoso Robin Hood y Little John. La referencia está en latín del año 1266.

## La obra
Bower comenzó la obra en 1440 a petición de un vecino, Sir David Stewart de Rosyth. Originalmente, eran 16 libros de los cuales los cinco primeros y parte del sexto son de Fordun o en su mayoría. En los libros posteriores, hasta el reinado de Roberto I de Escocia (1371) fue ayudándose de la Gesta Annalia de Fordun. Desde ese punto hasta el final, la obra es de Bower y de importancia contemporánea especialmente con Jacobo I cuya muerte termina la obra. Walter Bower acabó su obra en 1447.

## Crítica
Bower ha sido descrito como un cronista menos competente que Fordun, con un comentarista llamándolo "locuaz, irrelevante e inexacto" y señalando que "hace que cada acontecimiento importante sea una excusa para un discurso moral prolongado".